# جورج غريف
جورج غريف (بالنرويجية البوكمول: Georg Greve)‏ هو مهندس معماري نرويجي، ولد في 28 يوليو 1884 في برغن في النرويج، وتوفي في 4 يناير 1973 في أوسلو في النرويج.

## معرض صور

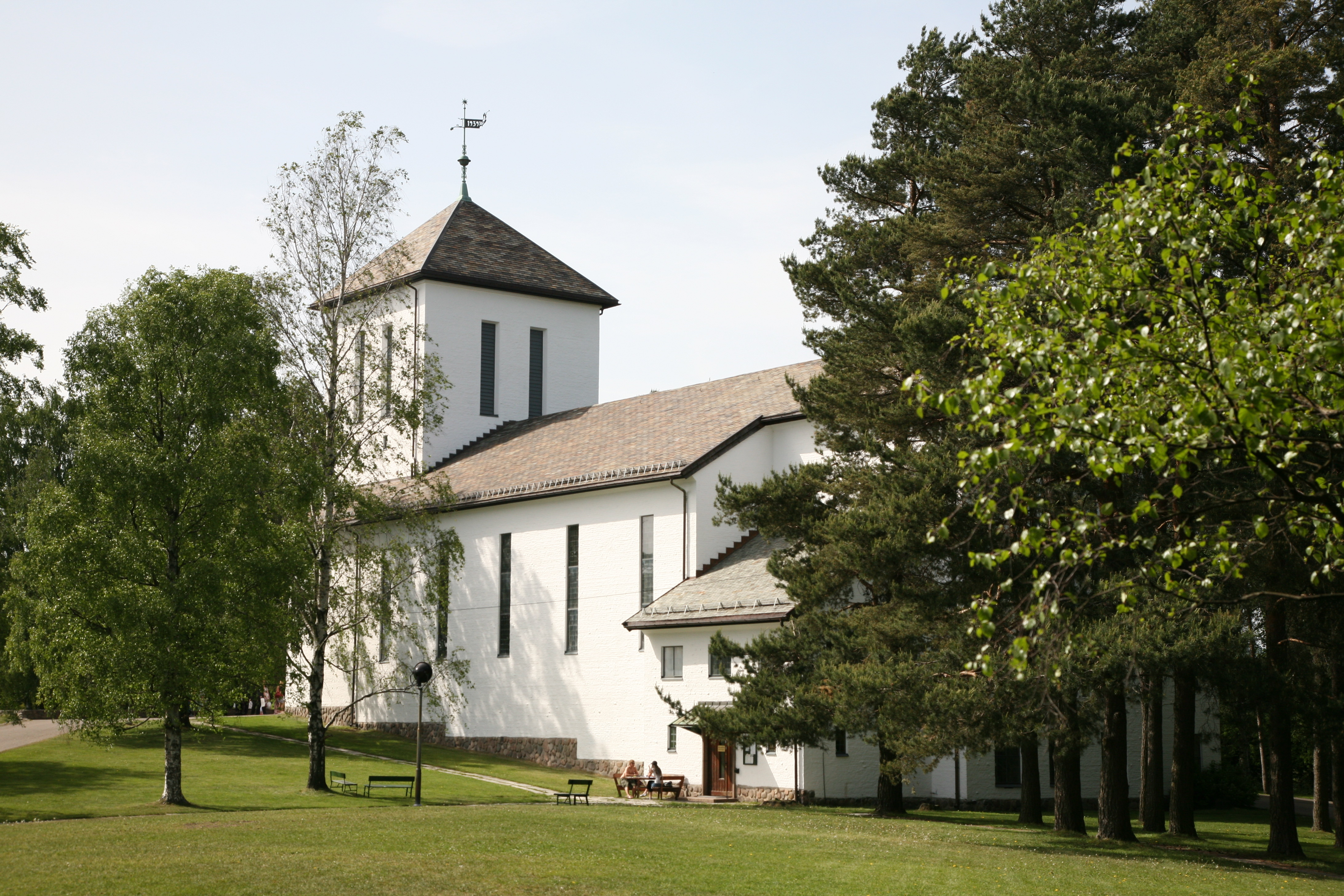
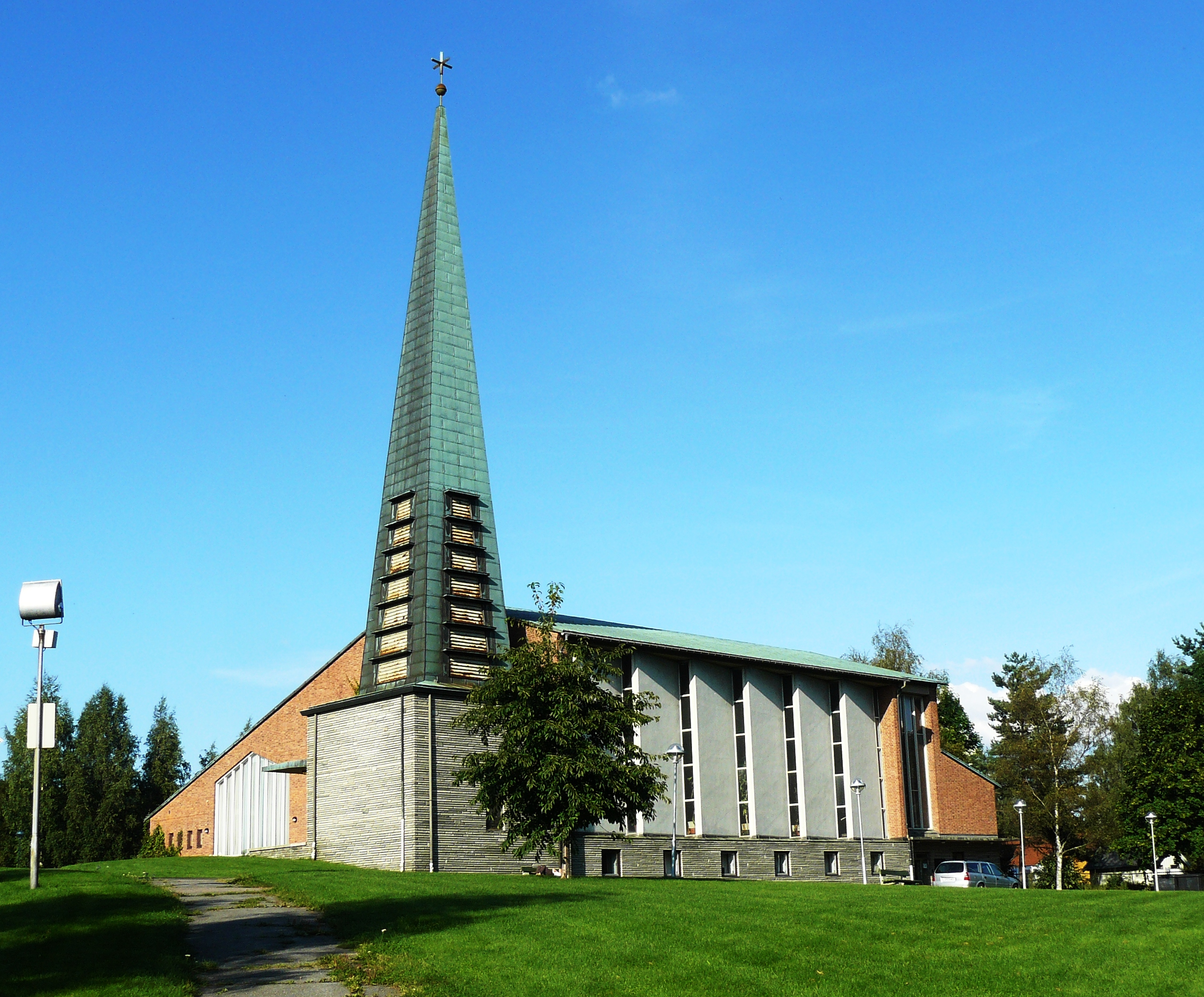
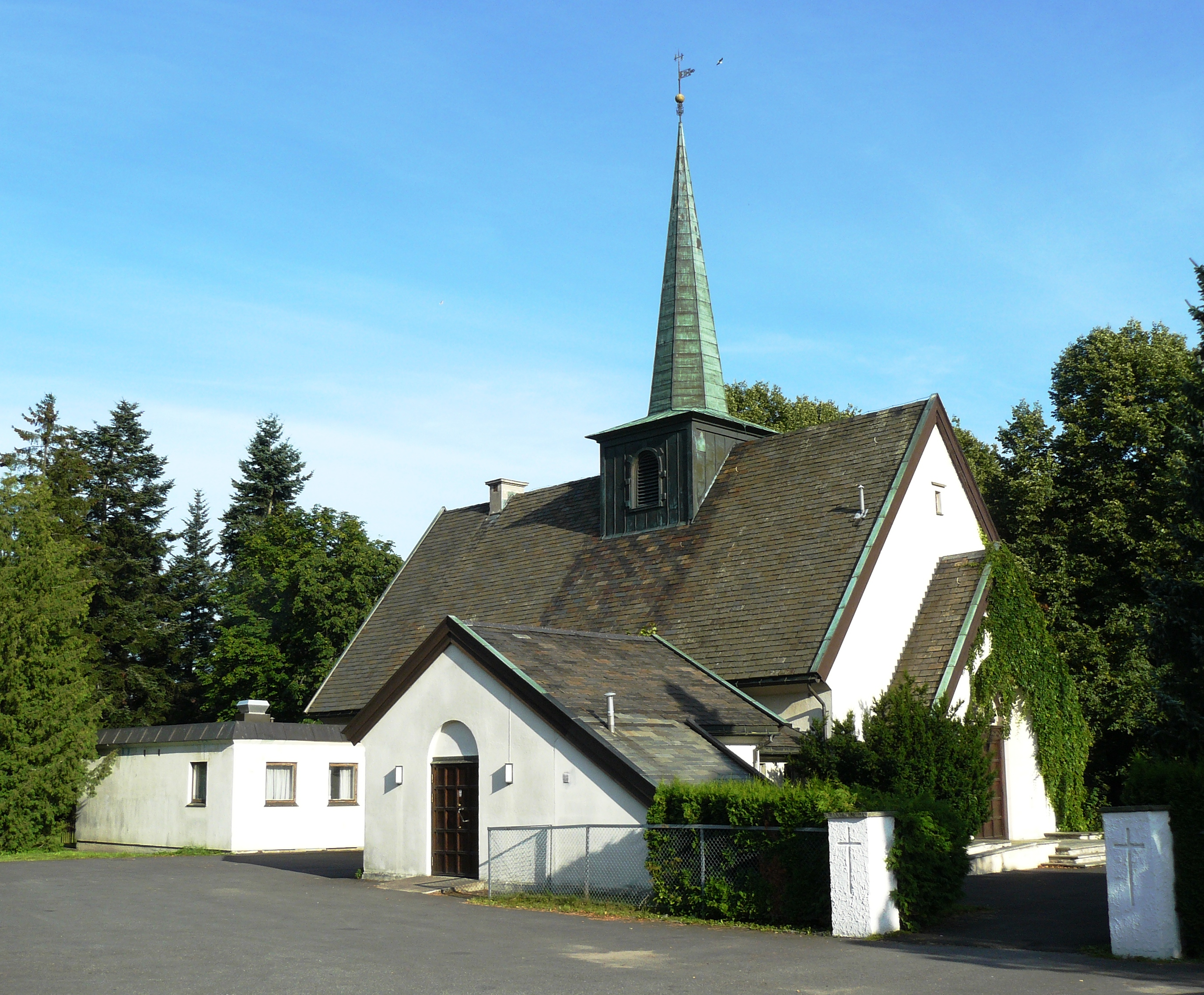
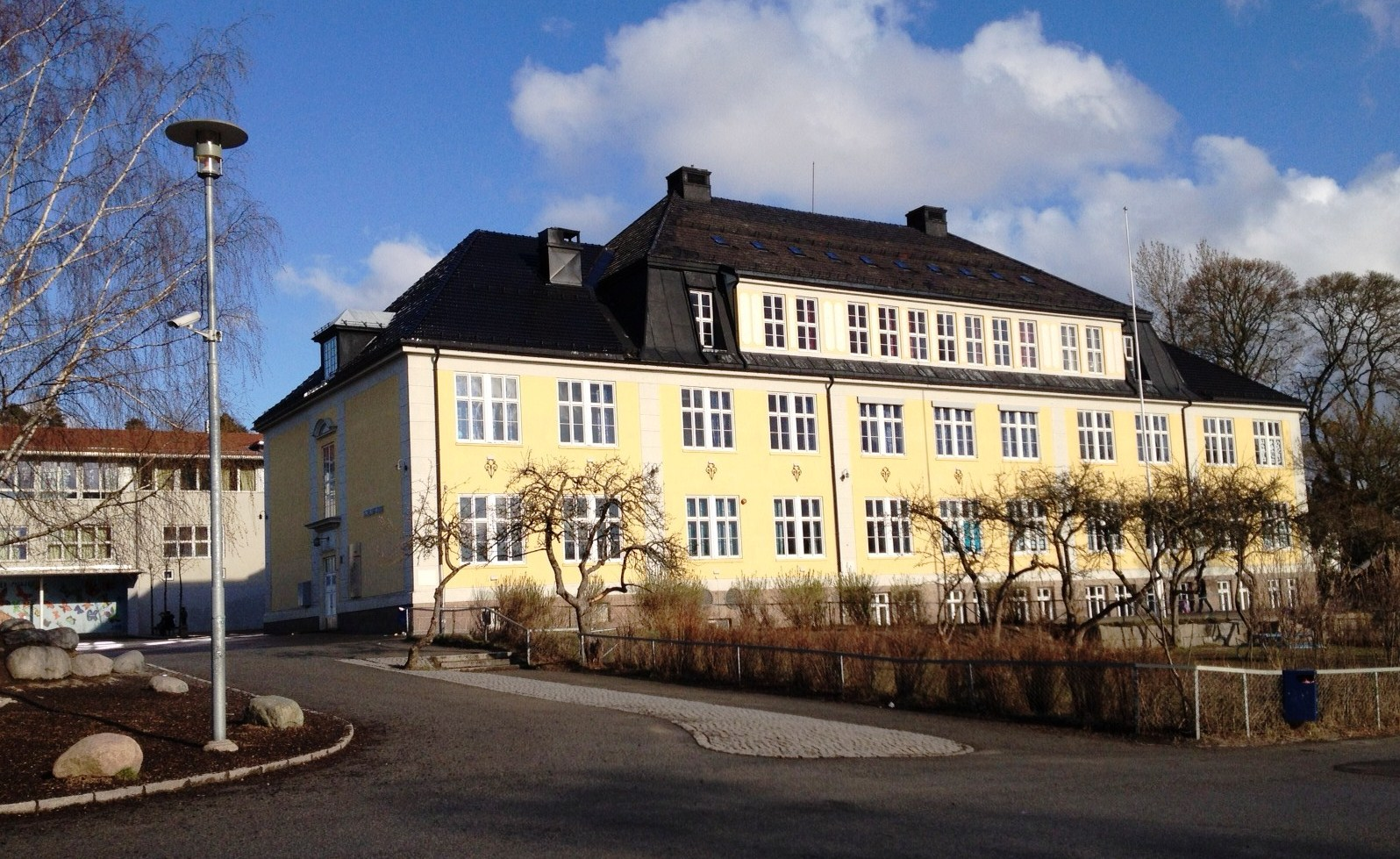
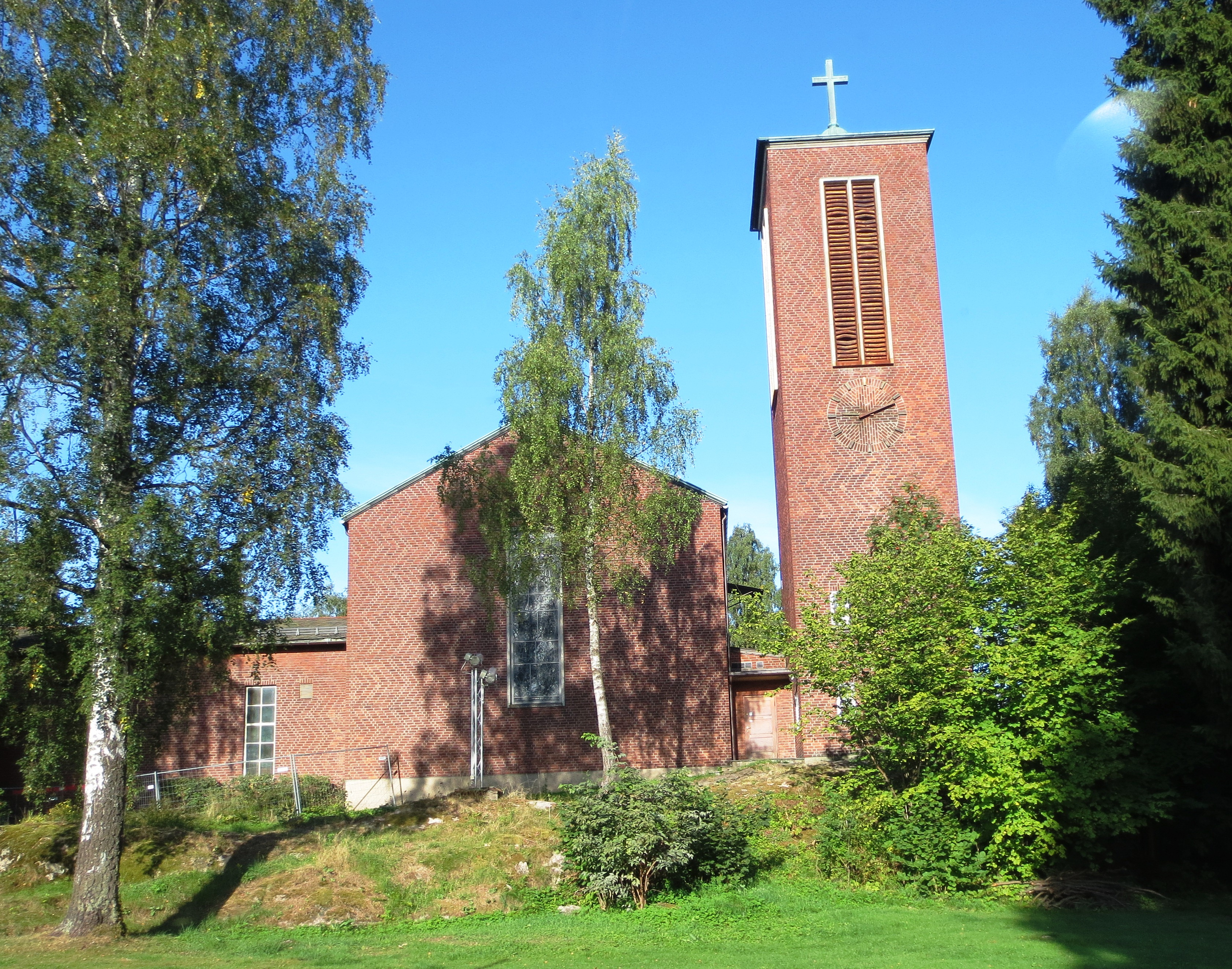